# Rudy Bond
Rudolph Bond (10 de octubre de 1912-29 de marzo de 1982) fue un actor estadounidense, activo desde 1947 hasta su muerte. Su trabajo incluyó Broadway, Hollywood y la televisión estadounidense.
Entre sus actuaciones más recordadas se encuentra el papel de Cuneo, en la exitosa película de 1972 El Padrino de Francis Ford Coppola y su participación en la película A Streetcar Named Desire de 1951, en el papel de Steve Hubbel.
Bond escribió una autobiografía titulada I Rode A Streetcar Named Desire, pero no pudo ser completada antes de su fallecimiento. Su esposa Alma Halbert se tomó la tarea de terminarla y añadirle una introducción. El libro se publicó en el año 2000.

## Filmografía

### Cine
- 1950 - With These Hands - Agente
- 1951 - A Streetcar Named Desire - Steve Hubbel
- 1953 - Miss Sadie Thompson - soldado Hodges
- 1954 - On the Waterfront - Moose
- 1957 - Nightfall - Red
- 1957 - 12 Angry Men - Juez
- 1957 - The Brothers Rico - Charlie Gonzales
- 1957 - The Hard Man - John Rodman
- 1958 - Run Silent, Run Deep
- 1959 - Middle of the Night - Gould
- 1960 - Because They're Young - Chris
- 1960 - The Mountain Road - Sgt. Miller
- 1960 - BUtterfield 8 - Big Man
- 1970 - Hercules in New York - Capitán
- 1970 - Move - Detective Sawyer
- 1971 - Who Is Harry Kellerman and Why Is He Saying Those Terrible Things About Me?
- 1971 - Mr. Forbush and the Penguins - Piloto
- 1972 - El Padrino - Cuneo
- 1974 - The Super Cops - Policía
- 1974 - The Taking of Pelham One Two Three - Phil - comisionado de policía
- 1979 - The Rose - Monty